# Jambıl Kökeyev
Jambıl Muxïtulı Kökeyev (in kazako Жамбыл Мұхитұлы Көкеев?; in russo Жамбыл Мухитович Кукеев?, Žambyl Muchitovič Kukeev; Alma Ata, 20 settembre 1988) è un calciatore kazako, centrocampista del Kairat.